# ساكن حسن صالح (لودر)
ساكن حسن صالح هي إحدى قرى عزلة زارة بمديرية لودر التابعة لمحافظة أبين، بلغ تعداد سكانها 65 نسمة حسب تعداد اليمن لعام 2004.